# Sechrist Peak
Sechrist Peak är en bergstopp i Antarktis. Den ligger i Västantarktis. Inget land gör anspråk på området. Toppen på Sechrist Peak är 1 350 meter över havet.
Terrängen runt Sechrist Peak är varierad. Trakten är obefolkad. Det finns inga samhällen i närheten. 